# Липецк (мини-футбольный клуб)
МФК «Липецк» — российский мини-футбольный клуб из Липецка. Основан в 2002 году, играл в Суперлиге в 2006—2009 годах. Высшее достижение — 9 место в сезоне 2007-08. В течение трёх сезонов с 2011 по 2013 годы выступал в Высшей лиге (втором дивизионе в структуре российского мини-футбола) под названием МФК «Энерком».

## Предыдущие названия
- 2002—2003 — «Липецкцемент»
- 2004 — «Евроцемент»
- 2004—2011 — «Липецк»
- 2011—2013 — «Энерком»

## История
В 2002 году на базе ОАО «Липецкцемент» был основан мини-футбольный клуб «Липецкцемент». Начав свой первый сезон в Первой лиге, липецким мини-футболистам с первой попытки удалось добиться повышения в классе. В дебютном сезоне в Высшей лиге клуб сменил название на «Евроцемент», а затем — на «Липецк». На выполнение задачи попадания в Суперлигу липецкий клуб потратил три года, пока занятое пятое место не позволило ему начать сезон 2006/07 в Суперлиге. Проведя в ней три сезона, в межсезонье 2009 года липецкий клуб объявил о невозможности продолжать выступление в Суперлиге из-за финансовых проблем.
В августе 2011 года МФК «Липецк» получил новое название МФК «Энерком» и стал первым частным клубом среди профессиональных команд Липецкой области (компания ENERCOM —  производитель светодиодного оборудования в Липецкой области). Сезон 2011/12 липчане завершили на 4-й строчке турнирной таблицы, набрав 77 очков, а в сезоне 2012/13 команда финишировала на 6-м месте, после чего отказалась от участия в первенстве Высшей лиги из-за финансовых трудностей.
В январе 2014 г. МФК «Энерком» был преобразован в МФК «Липецк» (таким образом, клубу было возвращено то название, под которым он выступал в Суперлиге), команда приняла участие в играх Первой лиги в зоне «Черноземье». В сезоне 2014/2015 гг. клуб участвовал в играх Высшей Лиги «Б», нового профессионального дивизиона.

## Выступления
| Сезон     | Лига                           | Занятое Место                         |
| --------- | ------------------------------ | ------------------------------------- |
| 2002-2003 | Первая Лига                    | 3 (1 в регулярном чемпионате)         |
| 2003-2004 | Высшая лига (II)               | 5                                     |
| 2004-2005 | Высшая лига (II)               | 14                                    |
| 2005-2006 | Высшая лига (II)               | 5                                     |
| 2006-2007 | Суперлига (I)                  | 10                                    |
| 2007-2008 | Суперлига (I)                  | 9                                     |
| 2008-2009 | Суперлига (I)                  | 11 (финансовые проблемы)              |
| 2009-2010 | Высшая лига (II)               | 8                                     |
| 2010-2011 | Высшая лига (II)               | 7                                     |
| 2011-2012 | Высшая лига (II)               | 4                                     |
| 2012-2013 | Высшая лига (II)               | 6 (плей-офф: 4) (финансовые проблемы) |
| 2013-2014 | Первая лига, зона «Черноземье» | 2                                     |
| 2014-2015 | Высшая Лига Б, зона «Юг» (III) |                                       |

## Бывшие известные игроки
| - Геннадий Ионов - Данил Кутузов - Дмитрий Лысков |  | - Сергей Покотыло - Павел Хомутинников |